# Tradiční čínská svatba

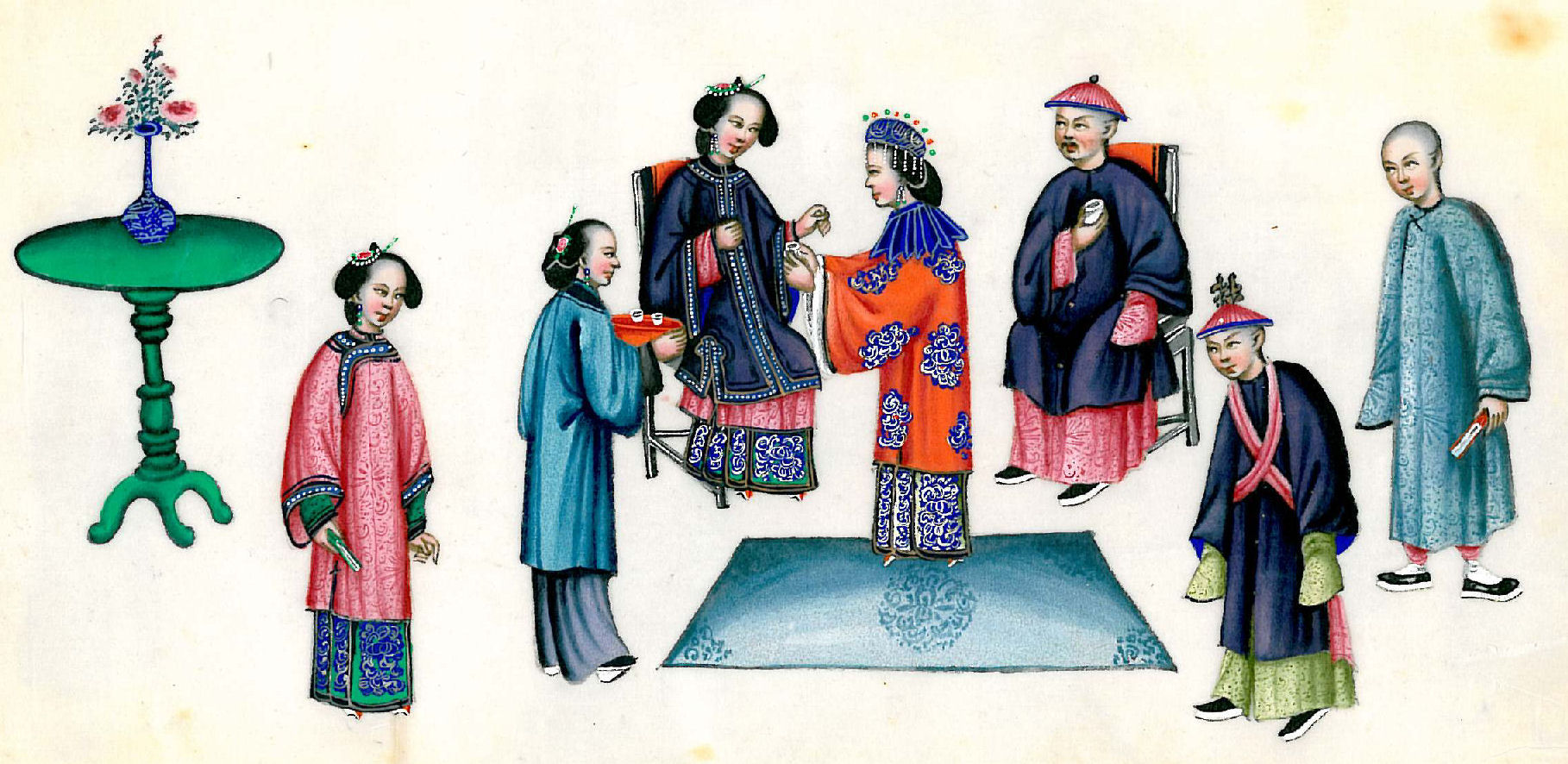
Svatební ceremonie za dynastie Qing. Rodiče ženicha jsou posazeni. Nevěsta veprostřed obrázku v červených šatech nabízí čaj své nové tchyni.

Tradiční čínská svatba (znaky: 婚姻; česká transkripce: chun-jin; pinyin: hūnyīn) je obřadní rituál, jenž představuje svazek dvou osob, tradičně muže a ženy, z nichž se posléze stane pár.  V čínském prostředí svatba zároveň symbolizuje propojení obou rodin, a to jak ze strany muže, tak ženy. Manželství je neoddělitelně spojené s rodinou, tudíž svazek zahrnuje zájmy obou rodin. Není tedy výjimkou, že většina svateb byla předem domluvena na základě dohody mezi rodinami budoucích novomanželů. V čínské kultuře je také svatba chápána jako vstup do dospělosti a zároveň symbolizuje princip rovnováhy a protikladů 阴阳 (česká transkripce: jin-jang; pinyin: yīnyáng). Symbolem svatby je rovněž červená barva, jež značí štěstí a život.
Do vzniku Čínské lidové republiky byla přípustná polygamie, většinou se jednalo spíše o případy, kdy měl muž druhou či třetí „manželku – konkubínu“.
Počátek tradičních svatebních zvyků a rituálů se datuje již v 5.–3. století před Kristem. Toto období je nazýváno Období valčících států. Číně vládlo několik šlechtických rodů a země byla rozdělena na části. Na konci války, kdy existovalo pouze 7 států, vznikly jedny z nejdůležitějších knih Číny, tj. Kniha etikety a ceremonií, Kniha obřadů a Baihu Tong (česká transkripce: Pai-chu Tung). Tyto tři knihy daly základ takzvaným Třem úmluvám a Šesti obřadům, jež tvořily nedílnou součást svatebních obřadů. Obřady mají přinést novomanželům bohatství, štěstí a plodnost.
Prvním krokem v zásnubách bylo seznámení rodiny ženicha s rodinou nevěsty za úmyslem svatby.  Tuto roli dříve hrály tzv. „dohazovačky“. Součástí setkání bylo i předání zásnubního daru a posléze numerologický výpočet, jenž měl určit, zdali se daný pár k sobě hodí. V případě, že data vyšla nepřejíce páru, svatba nebyla možná. V případě kladných výpočtů se vypočítal ideální den pro svatbu a následně byly předány další svatební dary – převážně peníze, předměty určené k uctění předků či potraviny. Tímto se svatba stvrdila.
Koncem zásnub je svatební den, jenž je oznámen rodinou ze strany ženicha. Z jeho domu také začíná svatební procesí, kdy průvod, v čele s malými chlapci, směřoval k domu nevěsty. Nevěsta se nastoupením do rudých nosítek zapojila do průvodu, během něhož na ni kolemjdoucí házeli rýži a papír. Tento zvyk měl přinést štěstí a odlákat zlé duchy. Nevěsta musí být ukryta za závěsy na nosítkách, nesmí vidět ven – tímto způsobem nemá možnost zahlédnout jakékoliv negativní znamení, které by jí přineslo neštěstí.
Celý průvod se následně vrátí do domu ženicha, kde se pár pokloní u rodinného božstva Nebesům. Pro utvrzení manželství pili nevěsta i ženich víno ze stejného pohárku. Rodičům, pro svoji symboliku, byl nabídnut lotosový čaj. Následně se nevěsta s ženichem odebrali do svatební komnaty, kde pojídali pochutiny a pili víno. Po čemž následovala velká hostina, na které byli muži a ženy usazeni zvlášť. Hostina někdy trvala i několik dní a symbolizovala spojení dvou rodů.
Den po svatbě měla nevěsta hned několik úkonů, jedním z nich bylo uvařit jídlo pro rodiče ženicha, prokázat se jako správná a vychovaná manželka.

## Etymologie
Slovo svatba 婚姻 (česká transkripce: chun-jin; pinyin: hūnyīn) se skládá ze dvou znaků. Znak 婚 (česká transkripce: chun; pinyin: hūn) vpravo obsahuje fonetikum 昏 (česká transkripce: chun; pinyin: hūn), jenž nese významy „tmavý, soumrak, stmívání, temno“; v levé části znaku se nachází determinativ 女 (česká transkripce: nü; pinyin: nǚ) s významem „žena“. Fonetikum naznačuje, že svatební ceremonie se konají převážně večer, což je považované za čas štěstí. Podobně je na tom znak 姻 (česká transkripce: jin; pinyin: yīn), jenž vpravo obsahuje fonetikum 因 (česká transkripce: jin; pinyin: yīn), jenž na základě slovníku Guangya Shigu (česká transkripce: Kuang-ja Š‘-ku) nese ve staré čínštině význam „láska, harmonie“. Slovo 因 (česká transkripce: jin; pinyin: yīn) naznačuje správnou cestu životem pro manželský pár. Vlevo zle znovu nalézt determinativ „žena“ 女 (česká transkripce: nü; pinyin: nǚ).